# 基洛夫斯克 (莫曼斯克州)
基洛夫斯克（羅馬化：Kirovsk）是俄羅斯摩爾曼斯克州的一個城市，位於科拉半島上。2002年人口為31,593人。
1929年因附近發現燐灰石和霞石而建城，時稱希比諾戈爾斯克（Хибиного́рск）。1931年設市，1934年以謝爾蓋·基洛夫為名。目前為一滑雪勝地，亦設有俄羅斯最北的植物園。

## 友好城市
- 瑞典耶利瓦勒
- 挪威哈尔斯塔
- 英国纽里
- 芬兰托尔尼奥